# Luísa Henriqueta de Bourbon
Luísa Henriqueta de Bourbon (em francês: Louise-Henriette de Bourbon, Paris; 20 de junho de 1726 - Paris; 9 de fevereiro de 1759) foi duquesa de Orleães por seu casamento com Luís Filipe I, Duque de Orleães. Nascida uma princesa de sangue, era filha de Luís Armando II, Príncipe de Conti e Luísa Isabel de Bourbon e membro do ramo cadete Bourbon-Conti da casa de Bourbon.

## Casamento

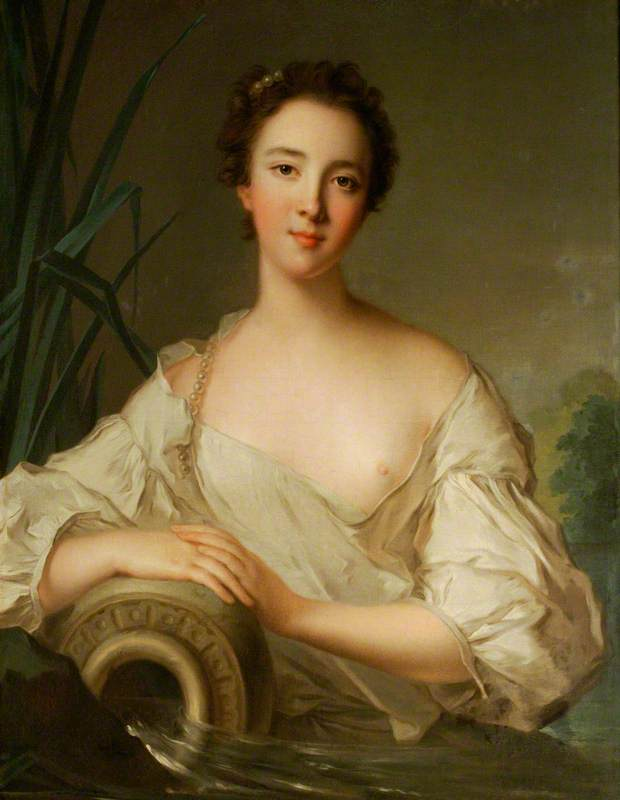
Luísa Henriqueta retratada como a primavera por Jean-Marc Nattier, 1738.

No ínicio da década de 1740, o duque de Chartres pediu a mão da princesa Henriqueta Ana de França ao seu pai, o rei Luís XV. O rei inicialmente aprovou o projeto, mas mudou de ideia, não querendo a família Orleães muito perto do trono.
Nesse ínterim, o pai de Chartres, o duque de Orleães, elege a bela e bem relacionada Luísa Henriqueta como noiva do seu filho, concedendo-o uma pensão de 500.000 escudos anuais. A mãe de Luísa Henriqueta, a princesa de Conti, esperava que o casamento acabasse com a animosidade de longa data entre a casa de Bourbon-Condé e a casa de Orleães. O conflito começou entre as irmãs Luísa Francisca de Bourbon, princesa-viúva de Condé (avó de Luísa Henriqueta) e Francisca Maria de Bourbon, duquesa-viúva de Orléans (avó de Chartres), ambas filhas legitimadas de Luís XIV e Madame de Montespan, quando seu pai concedeu a Francisca Maria um dote em seu casamento duas vezes maior que o dote que ele conferiu a Luísa Francisca.
Finalmente, Luísa Henriqueta e Chartres se casaram em 17 de dezembro de 1743. A cerimónia nupcial foi celebrada pelo cardeal de Rohan, o Grand aumônier de France (Grande Capelão de França), na capela do Palácio de Versalhes. A família real francesa, incluindo a desafortunada Henriqueta Ana, estava presente.
A escolha de Luísa Henriqueta como noiva de Chartres se deveu em grande parte a educação da princesa, realizada em um convento. No entanto, após o início de uma relação muito apaixonada, o comportamento escandaloso de Luísa Henriqueta provocou o rompimento do casal.

## Descendência
- Uma filha (12 ou 13 de julho de 1745 – 14 de dezembro de 1745)
- Luís Filipe II de Orleães (13 de abril de 1747 – 6 de novembro de 1793); Duque de Orleães
- Batilde de Orleães (9 de julho de 1750 – 10 de janeiro de 1822); Princesa de Condé

Durante a Revolução Francesa, Filipe Igualdade (Philippe-Égalité) declarou publicamente que seu pai verdadeiro não era Luís Filipe, mas um cozinheiro da Casa Real, este fato é improvável devido à enorme semelhança física que ele tinha com o pai. É mais provável que essas declarações foram feitas com a motivação de criar empatia com o povo da França.

## Morte
Luísa Henriqueta morreu em 9 de fevereiro de 1759, aos trinta e dois anos de idade, em sua residência em Paris. Foi dito que sua morte foi devido a sua vida dissoluta, seus filhos tinham onze e oito anos de idade. Ela foi enterrada na Igreja de Val-de-Grâce em Paris.